# Baoruco
Baoruco (alternativ stavning Bahoruco) är en provins i västra Dominikanska republiken. Den har en folkmängd av cirka 108 700 invånare. Den administrativa huvudorten är Neiba.

## Administrativ indelning
Provinsen är indelad i fem kommuner:
- Galván, Los Ríos, Neiba, Tamayo, Villa Jaragua